# Кража предметов средневекового искусства из Кведлинбурга

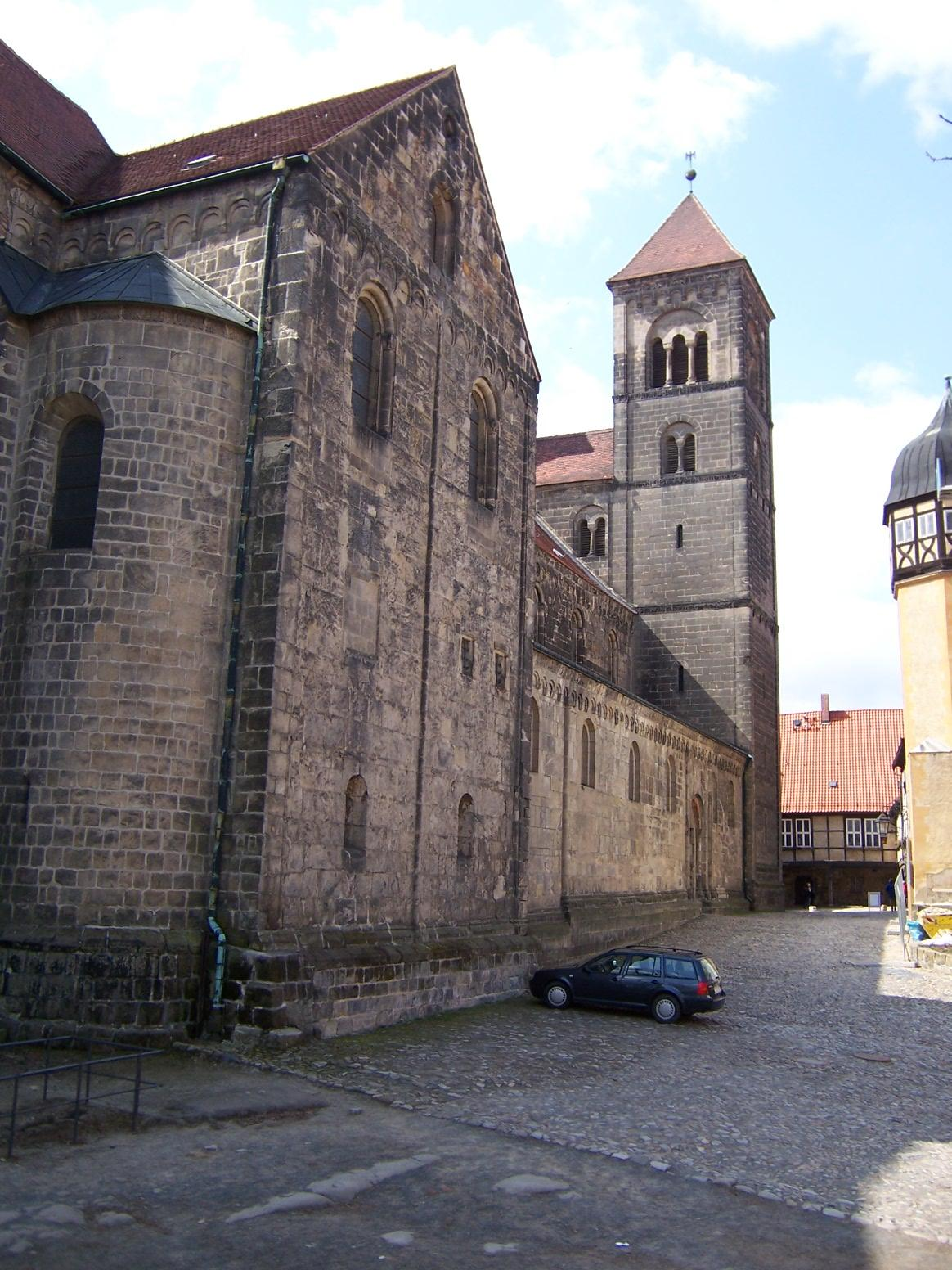
Бывшая коллегиальная церковь Кведлинбургского аббатства, в настоящее время лютеранская церковь святого Серватиуса, из которой были похищены экспонаты.

Кража предметов средневекового искусства из Кведлинбурга была совершена лейтенантом армии США Джо Т. Мидором в дни окончания Второй мировой войны в Европе. Драгоценные предметы церкви хранимые около Кведлинбург, Германия, были найдены армией США. Они были помещены под стражу, но восемь чрезвычайно ценных вещей пропали без вести, в том числе иллюминированный манускрипт Евангелия 9-го века, напечатанный Евангелиарий, датируемый 1513 годом, с переплетённой драгоценностями обложкой, а также реликвии для литургии из слоновой кости и другие предметы. Самая известная иллюстрированная рукопись связанная с городом, относящяяся к 5-му веку, Итальянский фрагмент, была перенесена в музей в Берлине и не была украдена.
По факту отсутствия предметов старины в 1987 году было начато разбирательство. После ряда судебных исков и переговоров с наследниками покойного Мидора, все они были возвращены в законное владение.